# ناما
الناما (الاسم العلمي: Nama) هي جنس من النباتات يتبع الفصيلة الحمحمية من طبقة النجمياوايات.

## من أنواع الناما
- ناما بيضوية (الاسم العلمي:Nama ovata)
- ناما جامايكية (الاسم العلمي:Nama jamaicensis)
- ناما حريرية (الاسم العلمي:Nama sericea)
- ناما خطية (الاسم العلمي:Nama linearis)
- ناما سندوتشية (الاسم العلمي:Nama sandwicensis)
- ناما صغيرة الأوراق (الاسم العلمي:Nama parvifolia)
- ناما كاليفورنية (الاسم العلمي:Nama californica)
- ناما كثيفة (الاسم العلمي:Nama densa)
- ناما مترابطة (الاسم العلمي:Nama affine)
- ناما متموجة (الاسم العلمي:Nama undulata)
- ناما مستديرة الأوراق (الاسم العلمي:Nama rotundifolia)
- ناما مشطية (الاسم العلمي:Nama corymbosa)
- ناما مصفرة (الاسم العلمي:Nama flavescens)
- ناما منخفضة (الاسم العلمي:Nama depressa)
- ناما منعزلة (الاسم العلمي:Nama demissa)